# Аптала (деревня)
Аптала — деревня в Кожевниковском районе Томской области. Входит в состав Староювалинского сельского поселения.

## География
Деревня расположена на западе Кожевниковского района, на границе с Новосибирской областью. Рядом с селом протекает река Бакса (по которой и проходит административная граница между регионами). Расстояние до административного центра района — 49 км, до центра поселения — 24 км.
Деревня стоит на трассе Колывань — Пихтовка — Аптала, далее дорога через Старую Ювалу, Песочнодубровку, Баткат и др. населённые пункты идёт до Шегарского тракта, с которым соединяется недалеко от Мельниково.

## История
Основана в 1856 году.
По данным 1926 года деревня Апталы состояла из 91 хозяйства, основное население — русские. Административный центр Апталынского сельсовета Вороновского района Томского округа Сибирского края.

## Население
| 1926 | 2002 | 2010 | 2012 | 2013 | 2014 | 2015 |
| ---- | ---- | ---- | ---- | ---- | ---- | ---- |
| 395  | ↘234 | ↘204 | ↗208 | ↘207 | ↗208 | ↗211 |
| 2021 |      |      |      |      |      |      |
| ↗225 |      |      |      |      |      |      |

Национальный состав
Согласно результатам переписи 2002 года, в национальной структуре населения русские составляли 82 %.

## Социальная сфера и экономика
В селе есть начальная общеобразовательная школа (новое здание взамен старого сдано в эксплуатацию летом 2012 года). Работает фельдшерско-акушерский пункт.
Торговую деятельность осуществляет один магазин. Основу местной экономики составляет сельское хозяйство.